# MAGICAL SPEC
MAGICAL SPEC（マジカルスペック）は、日本の女性アイドルグループ。福岡県を拠点に活動しているローカルアイドル。IQプロジェクト（Uniiique系列）所属。

## 概要
福岡県を拠点とするIQプロジェクト所属のガールズ・エンターテイメント・ユニット「トキヲイキル」から派生したグループ。正式名は、MAGICAL SPEC from トキヲイキル。通称「マジスペ」。チームカラーは青系。
主に音楽を中心としたアイドル活動を展開し、『エレクトリックなラブリーサウンド』をキャッチフレーズにしている。ほか、フューチャー・ベース（Kawaii Future Bassなど）な音楽性が特徴。

## 略歴

### 結成期
2020年夏から実施したIQプロジェクト研究生の正規グループ昇格審査において、昇格先の一つとしてトキヲイキル内での新設を発表。IQP研究生から昇格した3名（神崎美晴・野乃山桃未・朝日奈凛佳）とトキヲイキル在来2名（岩本琴音・藤松宙愛）の5人に決まる。当初はこの5名に外部から1名を加えた6人体制の構想であったが、諸事情により早期に実現出来なかった旨を運営が説明した。
ユニット名が「MAGICAL SPEC」に決定し、個人の芸名もローマ字表記に改名。現行のスターティングメンバー5人だけで、2021年2月27日に福岡DRUM Be-1にてデビューする。
後日にサウンドプロデューサーとして、村カワ基成を起用。そして同年7月には先送りしていた追加メンバー（葉月ひまり）が決まり、正式に6人組の陣容が固まった。翌2022年春に初の作品となるダブル・ミニアルバムをリリース。同年9月からリーダー制度を導入し、初代リーダーにKOTONE（岩本琴音）が就任する。

### 新期生加入
2023年2月、結成以来センターを務めたSORA（藤松宙愛）が卒業。入れ替わりに新メンバー（2期生 高光杏奈）が加入し、グループの第二章が幕を開ける。
世界最大級のアイドルフェス『TOKYO IDOL FESTIVAL』に初出演を果たし、同年9月に新体制では初となる3rdミニアルバムをリリースする。さらにメンバー1名（櫻井あや）が増員され、年末に正式デビュー。
2024年3月にHIMARIが卒業。9月にオリジナルメンバーMOMOMIが、持病の腰痛悪化のため降板。11月には、初代BudLaBからの叩き上げメンバーだったMIHARUが卒業し相次いだが、入れ替わりに同月より新メンバー2名（恋本みみ、あゆ）が加入した。

## メンバー

### 現ラインナップ
| メンバー名 | メンバー名                   | 生年月日 | 血液型 | 出身地 | 加入期 | カラー     | デビュー   | 備考                                                          |
| ---------- | ---------------------------- | -------- | ------ | ------ | ------ | ---------- | ---------- | ------------------------------------------------------------- |
| KOTONE     | 岩本琴音 (いわもと ことね)   | 6月3日   | A型    | 福岡県 | 1期    | イエロー   | (結成)     | 初代リーダー、トキヲイキル兼任 元LinQ、第1期BudLaB出身        |
| RINKA      | 朝日奈凛佳 (あさひな りんか) | 11月1日  | A型    | 福岡県 | 1期    | グリーン   | (結成)     | IQP研究生（3rd公演期）より昇格 LinQKIDS出身                   |
| ANNA       | 高光杏奈 (たかみつ あんな)   | 12月29日 | AB型   | 福岡県 | 2期    | オレンジ   | 2023年3月  | IQP研究生（4th公演期）より昇格 LinQKIDS出身                   |
| AYA        | 櫻井あや (さくらい あや)     | 1月30日  | B型    | 山口県 | 2期    | ラベンダー | 2023年12月 | IQP研究生（5th公演期）より昇格                                |
| MIMI       | 恋本みみ (こいもと みみ)     | 8月27日  | AB型   | 福岡県 | 3期    | レッド     | 2024年11月 | IQP研究生（5th公演期）より昇格 現メンバー最年少、LinQKIDS出身 |
| YUYU       | あゆ (姓名非公開)            | 8月2日   | A型    | 佐賀県 | 3期    | ブルー     | 2024年11月 | IQアイドル体験生2024より選出                                  |

### 旧メンバー
- SORA（  藤松宙愛、2002年8月7日生、福岡県出身） – 結成 - 2023年2月25日卒業。1期生、元トキヲイキル兼任。
- HIMARI（  葉月ひまり、2005年7月29日生、山口県出身） – 2021年9月デビュー - 2024年3月17日活動終了。1期生。
- MOMOMI（  野乃山桃未、2005年2月25日生、福岡県出身） – 結成 - 2024年9月21日降板。1期生。
- MIHARU（  神崎美晴、2000年2月14日生、福岡県出身） – 結成 - 2024年11月10日卒業。1期生、第1期BudLaB出身。

## ディスコグラフィ
レーベル: IQP Records

### アルバム
ミニアルバム
- Specialnova（2022年4月27日）
- kimberlite（2022年4月27日）
- Twinkle Magic（2023年9月20日）

配信アルバム
- MAGICAL SPEC（2022年2月19日）

### デジタルシングル
- Supermagical（2024年11月24日）